# Hirmoneura exotica
Hirmoneura exotica är en tvåvingeart som beskrevs av Christian Rudolph Wilhelm Wiedemann 1824. Hirmoneura exotica ingår i släktet Hirmoneura och familjen Nemestrinidae. Inga underarter finns listade i Catalogue of Life.